# 鹬 (电影)
《鹬》（英語：Piper）是美国皮克斯动画工作室制作的电脑动画短片。由艾伦·巴利拉诺编剧和导演，于2016年6月17日与《海底總動員2：多莉去哪兒？》同时上映。
短篇描绘了一只嗷嗷待哺的雏鹬学习克服他对水的恐惧。创作灵感来自距美国加利福尼亚州埃默里维尔的皮克斯工作室不到一英里远的海滩。皮克斯动画师巴利拉诺常常在那里沿着岸边奔跑，并注意到数千只三趾鹬从迎面袭来的海浪底下逃离，在波浪之间回来捕食的场景。

## 剧情
一群三趾鹬在海滨寻找食物，趁着波浪退下的时间冲向沙滩啄食蛤蜊。一只成年鹬鼓励他的孩子参与到他们之中，与他们一同觅食，但小鸟没有及时退缩，并被迎面扑来的波浪冲得浑身湿透。这件事让雏鹬产生了对水的恐惧，他拒绝离开鸟巢。但很快雏鹬注意到一群寄居蟹埋入沙子去寻找更深处的食物，同时避免受到潮水的冲击。通过模仿他们的行为，他开始看到水下世界的美丽，并开始熟练地寻找食物。

## 制作
艾伦·巴利拉诺使用了最前沿的技术，带领团队花费三年时间创造了这部时长六分钟的短片动画。为了给三趾滨鹬和背景中出现的其他鸟类以现实感，主创巴利拉诺和《鹬》动画团队访问了旧金山湾区的海滩以及蒙特里湾水族馆，以研究这种鸟类的外貌和行为。因此，主创团队得以极其细致地刻画鸟类羽毛、啄食动作等细节。

## 获奖情况
| 奖项         | 颁奖日期      | 类别           | 获奖项目      | 结果 | 参考  |
| ------------ | ------------- | -------------- | ------------- | ---- | ----- |
| 奥斯卡金像奖 | 2017年2月26日 | 最佳动画短片奖 | 艾伦·巴利拉诺 | 獲獎 | [ 4 ] |
| 安妮奖       | 2017年2月4日  | 最佳动画短片奖 | 《》          | 獲獎 | [ 5 ] |